# Свінгери 2
«Свінгери 2» — українсько-латвійська кінокомедія 2019 року режисера Андрейса Екіса, сиквел фільму «Свінгери». Прем'єра фільму в українському прокаті відбулася 1 березня 2019 року.

## Сюжет
Деяким людям зовсім не властиве почуття ревнощів щодо коханої людини. Інші — власники, але готові поступитися принципами заради різноманітності в інтимній сфері. До такої парі відносяться Ігор та Ілона. Баришня отримує значну матеріальну підтримку від впливового багатого супутника, який є бізнесменом. Коли чоловік озвучує бажання спробувати щось неординарне в сексуальної області, його подружка погоджується, не усвідомлюючи можливі наслідки і … перспективи.
У шлюбі Андрія і Ірини — не все гладко. Чоловік часто втомлюється на роботі, не силах задовольнити почуттєві потреби дружини, яка наполягає на близькості вечорами і повертається в холодне подружнє ліжко розчарована, ображена, не бачачи, в чому може полягати вирішення питання невідповідності темпераментів. Так дві не зовсім гармонійні пари знайомляться і вирішують обмінятися партнерами, щоб пробудити нові, непізнані відтінки чуттєвої насолоди. Сумнівна, на перший погляд, провокаційна витівка обертається для чотирьох людей неймовірним досвідом, який позначається на всіх сторонах колишнього життя. Наслідки експерименту настільки різноманітні і неочевидні, що змушують молодих людей зустрічатися знову, пізнавати невідомі грані характерів.

## У ролях
| Актор               | Роль                                  |
| ------------------- | ------------------------------------- |
| Оля Полякова        | гламурна світська левиця Ілона        |
| Михайло Кукуюк      | бізнесмен, заможний альфа-самець Ігор |
| Дарія Астаф'єва     | учителька англійської мови Свєта      |
| В'ячеслав Довженко  | лікар-пульмонолог Андрій              |
| Ганна Саліванчук    | працівниця паспортного столу Ірина    |
| Олексій Вертинський | естет-продюсер Едуард                 |
| Михайло Хома        | секс-гуру                             |
| Діва Монро          | Монро                                 |

## Реліз
Прем'єра фільму в українському прокаті відбулася 1 березня 2019 року.